# Knoten Voralpenkreuz
Het Knoten Voralpenkreuz is een snelwegknooppunt in de Oostenrijkse deelstaat Opper-Oostenrijk. Op dit knooppunt ten zuidwesten van de plaats Sattledt sluiten de Innkreis Autobahn (A8) en de Pyhrn Autobahn (A9) aan op de West Autobahn (A1).

## Bouwvorm
Het knooppunt is een klaverturbineknooppunt.